# Hexabroomcyclododecaan
Hexabroomcyclododecaan, gewoonlijk afgekort tot HBCDD, is een gebromeerde macrocyclische koolwaterstof die aangewend werd als vlamvertragend middel in kunststoffen. Het gebruik van gebromeerde koolwaterstoffen, waaronder HBCDD, als vlamvertrager werd begin jaren '60 van de 20e eeuw ontdekt.

## Synthese
Hexabroomcyclododecaan wordt bereid door dibroom te laten reageren met 1,5,9-cyclododecatrieen, het cyclisch trimeer van 1,3-butadieen. Amerikaans octrooi 3558727 beschrijft een productiemethode waarin dibroom en 1,5,9-cyclododecatrieen geleidelijk worden toegevoegd aan een polair oplosmiddel, zoals ethanol of een ander alifatisch alcohol, dat sterk geroerd wordt. Het reactieproduct vormt vaste kristallen die van de vloeistof kunnen gescheiden worden door middel van filtratie, decantatie of centrifugatie. Naargelang de productiemethode bestaat het voor ca. 70% tot 95% uit γ-hexabroomcyclododecaan en voor ca. 5 tot 30% uit α- en β-hexabroomcyclododecaan.

## Stereochemie
Hexabroomcyclododecaan is een cyclische verbinding met twaalf koolstofatomen, waarop zes waterstofatomen vervangen zijn door broomatomen. Van hexabroomcyclododecaan zijn een aantal isomeren mogelijk, maar het is enkel 1,2,5,6,9,10-hexabroomcyclododecaan dat in de praktijk wordt aangewend. Hiervan zijn er dan weer een aantal diastereomeren, die elk verschillende eigenschappen hebben. De meest voorkomende zijn:
- α-hexabroomcyclododecaan (CAS-nummer: 134237-50-6)
- β-hexabroomcyclododecaan (CAS-nummer: 134237-51-7)
- γ-hexabroomcyclododecaan (CAS-nummer: 134237-52-8)

## Toepassingen
Hexabroomcyclododecaan werd vrijwel uitsluitend gebruikt als vlamvertragend additief in kunststof, meer bepaald polystyreen. Het grootste aandeel ging naar geëxpandeerde en geëxtrudeerde polystyreen-hardschuim (EPS respectievelijk XPS) bestemd voor warmte-isolatie van gebouwen. Een klein deel was bestemd voor HIPS (high impact polystyrene) dat gebruikt wordt voor behuizingen van elektrische en elektronische apparatuur. Het gehalte aan hexabroomcyclododecaan in deze kunststoffen gaat tot enkele gewichtspercenten. Hexabroomcyclododecaan werd ook gebruikt in brandwerende lagen die op textiel worden aangebracht.
Het wereldwijde verbruik aan hexabroomcyclododecaan werd in 2001 geschat op 16.700 ton; het grootste deel daarvan in Europa.

## Toxicologie en veiligheid
Hexabroomcyclododecaan is persistent in het milieu; het is niet onderhevig aan hydrolyse en het is moeilijk biologisch afbreekbaar. De stof heeft een zeer hoge bioconcentratiefactor (ca. 18.100 in vissen), wat betekent dat ze zich in de voedselketen ophoopt. Ze concentreert zich daarbij in het vet (te wijten aan de hoge octanol-water partitiecoëfficiënt). De hoogste concentraties aan hexabroomcyclododecaan worden dan ook aangetroffen aan het eind van de voedselketen, zoals in dolfijnen of zeehonden. De stof is ook aangetroffen in het weefsel van ijsberen en zeevogels en in de eieren ervan, en de concentratie neemt toe met de tijd.
Hexabroomcyclododecaan is ook aangetoond bij mensen. Het is aangetroffen in moedermelk en het is nog niet duidelijk in hoeverre dit schadelijk kan zijn.
Hexabroomcyclododecaan heeft nog geen geharmoniseerde indeling en etikettering volgens de Europese richtlijn 67/548/EEG. De stof is milieugevaarlijk en kan dus grote schade aan het milieu veroorzaken.
in het kader van de REACH-richtlijn heeft het Europees Chemicaliënagentschap ECHA hexabroomcyclododecaan op de lijst van "zeer zorgwekkende stoffen"  (PBT- en zPzB-stoffen) geplaatst.
Per 21 Augustus 2015 is het gebruik van HBCDD verboden ten gevolge van EU REACH regelgeving. Dit betekent dat de stof vanaf die datum autorisatieplichtig is, en vanaf deze datum niet meer geproduceerd of gebruikt mag worden tenzij met een specifieke autorisatie, en onder naleving van daaraan verbonden voorwaarden. 
in 2014 werd de stof tevens verboden door de 6e COP vergadering onder de Conventie van Stockholm over persistente organische verontreinigende stoffen. De industrie is inmiddels overgeschakeld op een milieuvriendelijker alternatief pFR. De milieueigenschappen hiervan zijn onderzocht door EPA, de Amerikaanse milieu autoriteit en blijken goed te zijn.